# ISS-Expeditie 67
ISS-Expeditie 67 is de zevenenzestigste missie naar het Internationaal ruimtestation ISS. De missie begon in maart 2022 met het vertrek van de Sojoez MS-19 van het ISS terug naar de Aarde en eindigde in september 2022 met het vertrek van Sojoez MS-21.
De bemanning van SpaceX Crew-3, die sinds november 2021 al aan boord is voor ISS-Expeditie 66, zal aan boord blijven voor deze missie. De Amerikaanse astronaut Thomas Marshburn zal het bevelhebberschap overnemen van de Russische astronaut Anton Sjkaplerov.
Tijdens de expeditie werd het ruimtestation bezocht door de vierkoppige bemanning van de commerciële vlucht Axiom Mission 1.

## Bemanning
| Position           | Eerste deel (30 maart - 16 april)          | Tweede deel (16 - 21 april)                 | Derde deel (21 april - 1 september)         | Vierde deel (1 - 8 september)               | Vijfde deel (8 - 21 september)             | Zesde deel (21 - 29 september)              |
| ------------------ | ------------------------------------------ | ------------------------------------------- | ------------------------------------------- | ------------------------------------------- | ------------------------------------------ | ------------------------------------------- |
| Commander          | Thomas Marshburn, NASA 3e ruimtevlucht     | Thomas Marshburn, NASA 3e ruimtevlucht      | Oleg Artemjev, Roskosmos 3e ruimtevlucht    | Oleg Artemjev, Roskosmos 3e ruimtevlucht    | Oleg Artemjev, Roskosmos 3e ruimtevlucht   | Oleg Artemjev, Roskosmos 3e ruimtevlucht    |
| Flight Engineer 1  | Denis Matvejev, Roskosmos 1e ruimtevlucht  | Denis Matvejev, Roskosmos 1e ruimtevlucht   | Denis Matvejev, Roskosmos 1e ruimtevlucht   | Denis Matvejev, Roskosmos 1e ruimtevlucht   | Denis Matvejev, Roskosmos 1e ruimtevlucht  | Denis Matvejev, Roskosmos 1e ruimtevlucht   |
| Flight Engineer 2  | Sergej Korsakov, Roskosmos 1e ruimtevlucht | Sergej Korsakov, Roskosmos 1e ruimtevlucht  | Sergej Korsakov, Roskosmos 1e ruimtevlucht  | Sergej Korsakov, Roskosmos 1e ruimtevlucht  | Sergej Korsakov, Roskosmos 1e ruimtevlucht | Sergej Korsakov, Roskosmos 1e ruimtevlucht  |
| Flight Engineer 3  | Oleg Artemjev, Roskosmos 3e ruimtevlucht   | Oleg Artemjev, Roskosmos 3e ruimtevlucht    | Kjell Lindgren, NASA 2e ruimtevlucht        | Kjell Lindgren, NASA 2e ruimtevlucht        | Nicole Aunapu Mann, NASA 1e ruimtevlucht   | Nicole Aunapu Mann, NASA 1e ruimtevlucht    |
| Flight Engineer 4  | Raja Chari, NASA 1e ruimtevlucht           | Raja Chari, NASA 1e ruimtevlucht            | Robert Hines, NASA 1e ruimtevlucht          | Robert Hines, NASA 1e ruimtevlucht          | Josh Cassada, NASA 1e ruimtevlucht         | Josh Cassada, NASA 1e ruimtevlucht          |
| Flight Engineer 5  | Matthias Maurer, NASA 1e ruimtevlucht      | Matthias Maurer, NASA 1e ruimtevlucht       | Samantha Cristoforetti, ESA 2e ruimtevlucht | Samantha Cristoforetti, ESA 2e ruimtevlucht | Koichi Wakata, JAXA 1e ruimtevlucht        | Koichi Wakata, JAXA 1e ruimtevlucht         |
| Flight Engineer 6  | Kayla Barron, NASA 1e ruimtevlucht         | Kayla Barron, NASA 1e ruimtevlucht          | Jessica Watkins, NASA 1e ruimtevlucht       | Jessica Watkins, NASA 1e ruimtevlucht       | Jeanette Epps, NASA 1e ruimtevlucht        | Jeanette Epps, NASA 1e ruimtevlucht         |
| Flight Engineer 7  |                                            | Kjell Lindgren, NASA 2e ruimtevlucht        |                                             | Nicole Aunapu Mann, NASA 1e ruimtevlucht    |                                            | Sergej Prokopjev, Roskosmos 2e ruimtevlucht |
| Flight Engineer 8  |                                            | Robert Hines, NASA 1e ruimtevlucht          |                                             | Josh Cassada, NASA 1e ruimtevlucht          |                                            | Dmitry Petelin, Roskosmos 1e ruimtevlucht   |
| Flight Engineer 9  |                                            | Samantha Cristoforetti, ESA 2e ruimtevlucht |                                             | Koichi Wakata, JAXA 5e ruimtevlucht         |                                            | Francisco Rubio, NASA 1e ruimtevlucht       |
| Flight Engineer 10 |                                            | Jessica Watkins, NASA 1e ruimtevlucht       |                                             | Jeanette Epps, NASA 1e ruimtevlucht         |                                            |                                             |